# Torneo Gran Alternativa
El Torneo Gran Alternativa es un torneo anual de lucha libre celebrada por el Consejo Mundial de Lucha Libre (CMLL). Se ha celebrado anualmente casi cada año desde 1994. El torneo crea 8 o 16 equipos de luchadores de bajo nivel con luchadores de mayor perfil que coinciden en estilos rudos y técnicos, pero no suelen tocar equipo juntos. Los equipos se reúnen en un típico torneo de eliminación simple a una caída en uno o dos espectáculos. El joven luchador ganador recibe una recompensa, generalmente de ser destacado en algo más de camino o la oportunidad por algún título.

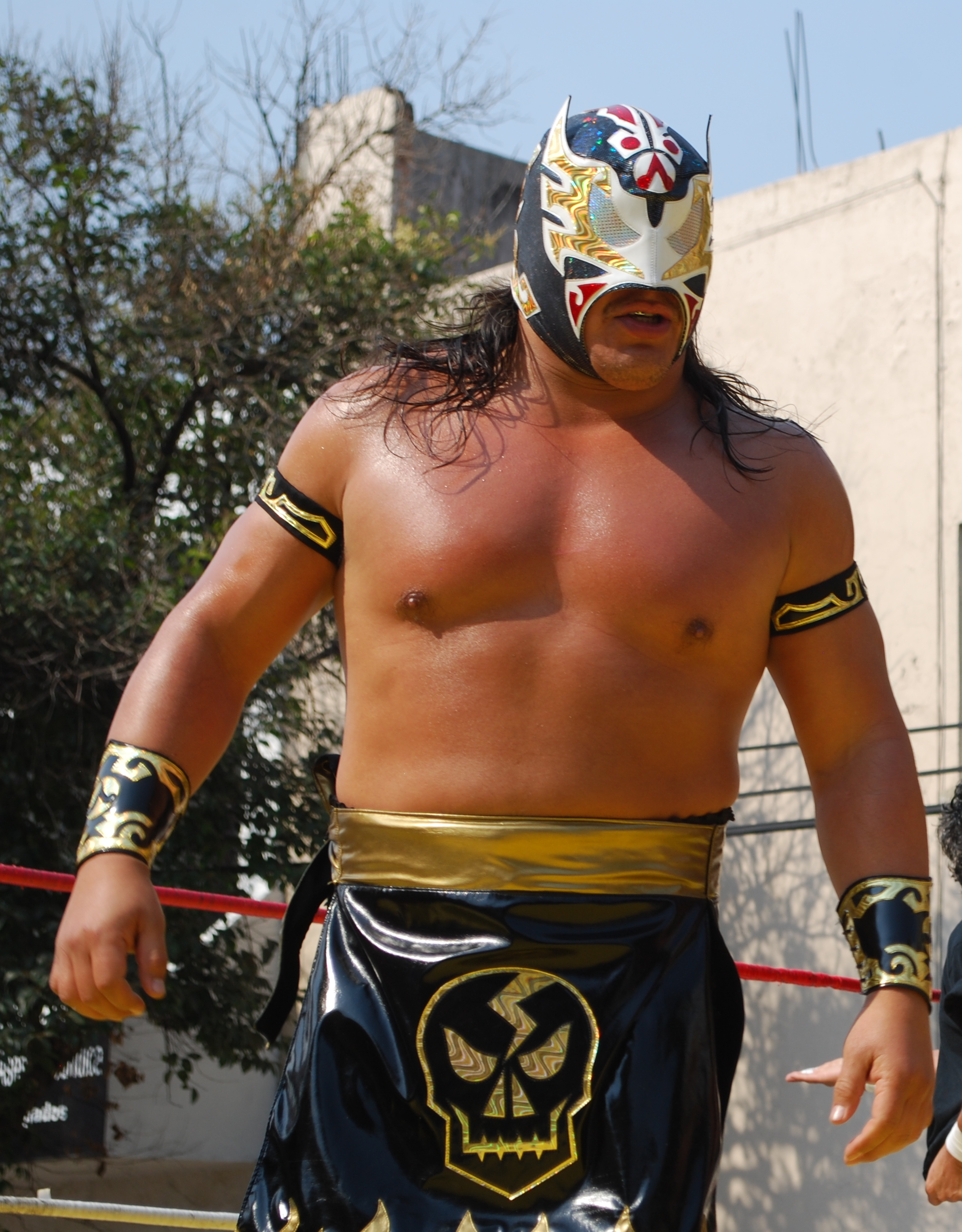
Luchador Último Guerrero

## Fechas y lugares del Torneo Gran Alternativa
| Evento                         | Fecha                                      | Ganadores                         | Ganadores                    | Ciudad           | Lugar        |
| Evento                         | Fecha                                      | Veterano                          | Novato                       | Ciudad           | Lugar        |
| ------------------------------ | ------------------------------------------ | --------------------------------- | ---------------------------- | ---------------- | ------------ |
| Torneo Gran Alternativa (1994) | 30 de noviembre de 1994                    | Negro Casas                       | Héctor Garza                 | Ciudad de México | Arena México |
| Torneo Gran Alternativa (1995) | 7 de abril de 1995                         | Silver King                       | Shocker                      |                  |              |
| Torneo Gran Alternativa (1996) | 7 de junio de 1996 15 de noviembre de 1996 | Bestia Salvaje Emilio Charles Jr. | Chicago Express Rey Bucanero |                  |              |
| Torneo Gran Alternativa (1998) | 14 de julio de 1998                        | Emilio Charles Jr. (2)            | Tony Rivera                  |                  |              |
| Torneo Gran Alternativa (1999) | 2 de abril de 1999 17 de diciembre de 1999 | Blue Panther El Felino            | Último Guerrero Tigre Blanco |                  |              |
| Torneo Gran Alternativa (2001) | 14 de agosto de 2001                       | Olímpico                          | Sicodélico Jr.               |                  |              |
| Torneo Gran Alternativa (2003) | 1 de enero de 2003                         | Villano IV                        | Alan Stone                   |                  |              |
| Torneo Gran Alternativa (2004) | 20 de agosto de 2004                       | El Hijo del Santo                 | Místico                      |                  |              |
| Torneo Gran Alternativa (2005) | 1 de julio de 2005                         | Atlantis                          | La Máscara                   |                  |              |
| Torneo Gran Alternativa (2006) | 2 de junio de 2006                         | Perro Aguayo Jr.                  | Misterioso Jr.               |                  |              |
| Torneo Gran Alternativa (2007) | 29 de junio de 2007                        | Místico (2)                       | La Sombra                    |                  |              |
| Torneo Gran Alternativa (2008) | 18 de julio de 2008                        | Último Guerrero (2)               | Dragón Rojo Jr.              |                  |              |
| Torneo Gran Alternativa (2009) | 25 de septiembre de 2009                   | Yujiro                            | Okumura                      |                  |              |
| Torneo Gran Alternativa (2010) | 30 de abril de 2010                        | Héctor Garza (2)                  | Pólvora                      |                  |              |
| Torneo Gran Alternativa (2011) | 10 de abril de 2011                        | Último Guerrero (3)               | Escorpión                    |                  |              |
| Torneo Gran Alternativa (2012) | 13 de abril de 2012                        | El Terrible                       | Euforia                      |                  |              |
| Torneo Gran Alternativa (2013) | 26 de abril de 2013                        | Rey Escorpión (2)                 | Boby Zavala                  |                  |              |
| Torneo Gran Alternativa (2014) | 14 de febrero de 2014                      | Mr. Niebla                        | Bárbaro Cavernario           |                  |              |
| Torneo Gran Alternativa (2016) | 5 de mayo de 2016                          | Volador Jr.                       | Esfinge                      |                  |              |
| Torneo Gran Alternativa (2017) | 16 de junio de 2017                        | Carístico (3)                     | Soberano Jr.                 |                  |              |
| Torneo Gran Alternativa (2018) | 18 de mayo de 2018                         | Volador Jr. (2)                   | Flyer                        |                  |              |
| Torneo Gran Alternativa (2019) | 19 de octubre de 2019                      | Valiente                          | Star Jr.                     |                  |              |